# Yosniel Mesa
Yosniel Mesa Díaz (né le 11 mai 1984 à Cienfuegos) est un footballeur international cubain.

## Biographie
Attaquant du FC Cienfuegos depuis 2004, il est international cubain depuis 2010 et participe à la Gold Cup 2011, où il dispute le match contre le Costa Rica en tant que remplaçant à la 78e minute, mais après le match à Arlington il fait défection fuyant la sélection pour vivre aux USA. 